# Media lokalne
Media lokalne – środki przekazu, które można wyodrębnić z krajowego systemu medialnego poprzez odwołanie się do dwóch podstawowych kryteriów: lokalnego zakresu zainteresowania i lokalnego zasięgu oddziaływania.
- Lokalny zakres zainteresowania oznacza dominację w przekazie medialnym problematyki bezpośrednio lub pośrednio nawiązującej do miejscowej rzeczywistości społecznej, politycznej i gospodarczej, w której funkcjonuje dana, mniej lub bardziej wyraźnie wyodrębniona, społeczność lokalna.

- Lokalny zasięg oddziaływania może być rozpatrywany w dwóch wymiarach: geograficznym i społecznym. Pierwszy z nich sprowadza się do stosunkowo niewielkiego obszaru dystrybucji przekazu medialnego. W Polsce co do zasady jest on mniejszy niż terytorium województwa. Wymiar społeczny zasięgu danego medium lokalnego koncentruje się natomiast na odbiorcach przekazu: ich liczbie, cechach demograficznych i określonej charakterystyce społecznej.

Podmiotem tak pojmowanych mediów lokalnych jest zarówno cała społeczność lokalna, której główny czynnik spajający stanowi zainteresowanie miejscową rzeczywistością społeczną, polityczną i gospodarczą, jak i poszczególne części tej wspólnoty, wydzielone na podstawie specyficznych potrzeb, przekonań i charakterystyk społecznych jej członków.

## Funkcje mediów lokalnych
- funkcja informacyjna – podstawowe zadanie mediów lokalnych, sprowadzające się do dostarczania odbiorcom informacji dotyczących życia lokalnej społeczności oraz prezentowania najważniejszych zjawisk i tendencji z zakresu miejscowej rzeczywistości społecznej, politycznej i gospodarczej

- funkcja opiniotwórcza – blisko powiązana z funkcją informacyjną, polega na kształtowaniu lokalnej opinii publicznej. Zadanie to w praktyce realizowane jest w trzech wymiarach: poprzez prezentowanie w mediach lokalnych rozmaitych opinii dotyczących miejscowej rzeczywistości społecznej, poprzez stymulowanie odbiorców do wypracowania własnego stanowiska odnośnie do poszczególnych problemów oraz poprzez stworzenie im forum dla wyrażania swoich poglądów, przez co odbiorcy mediów stają się pełnoprawnymi uczestnikami dialogu publicznego.

- funkcja kontrolna – często towarzyszy wspomnianym powyżej zadaniom mediów lokalnych, przy czym można ją rozpatrywać w dwojakim zakresie. Rozumiana wąsko, oznacza monitorowanie działalności władzy samorządowej oraz innych instytucji publicznych. W ujęciu szerokim, obejmuje wszystkie działania zmierzające do wykrywania i nagłaśniania rozmaitych nieprawidłowości z zakresu lokalnego życia społecznego.

- funkcja socjalizacyjno-wychowawcza – jednym z jej elementów jest przekazywanie wartości, norm, poglądów i wzorców postępowania, które obowiązują w danej lokalnej społeczności i których przyswojenie jest niezbędne do pełnego uczestnictwa w jej życiu. Lokalne środki przekazu stanowią również instrument kontroli społecznej, ponieważ w swoim przekazie nagradzają za właściwe relacje jednostki ze środowiskiem oraz karzą za przyjmowanie postaw uznawanych za niewłaściwe. Ze względu na swoją zdolność do kształtowania i przekształcania świadomości odbiorców, media lokalne nie tylko utrwalają wartości, normy i wzory kulturowe akceptowane w danej społeczności, ale również dokonują ich twórczej weryfikacji poprzez inicjowanie procesów przemian społecznych, które w konsekwencji zmieniają standardy obowiązujące w danej społeczności.

- funkcja integrowania społeczności lokalnej - budowanie poczucia więzi członków lokalnej społeczności z ich „mała ojczyzną” oraz kształtowanie poczucia dumy z przynależności do niej. W praktyce zadanie to realizowane jest przez wspomniane już promowanie wspólnych dla danego środowiska wzorów, norm, ideałów i wartości. Media lokalne często podkreślają również odrębność i wyjątkowość charakteru danej społeczności, m.in. wspierając rozwój lokalnej kultury oraz kultywując miejscowe tradycje i zwyczaje. W obrębie tej funkcji mieści się także budowanie poczucia solidarności członków lokalnej społeczności wobec problemów tak miejscowych, jak i zewnętrznych (spoza obszaru lokalnego).

- funkcja promowania inicjatyw lokalnych - jej istotę stanowi motywowanie odbiorców mediów lokalnych nie tylko do zainteresowania się problemami miejscowej rzeczywistości społecznej i zajęcia wobec nich stanowiska, ale również do aktywnego włączenia się w ich rozwiązywanie. Media lokalne często nie ograniczają się wyłącznie do zachęcenia czytelników  do działania, ale same występują z konkretnymi inicjatywami lokalnymi, dla których szukają poparcia wśród swoich odbiorców.

- funkcja rozrywkowa – dostarczanie czytelnikom szeroko pojmowanej rozrywki.

- funkcja reklamowo-ogłoszeniowa – zapewnianie możliwości zamieszczania komunikatów oraz reklam przez podmioty lokalnego życia publicznego, takie jak miejscowe przedsiębiorstwa, fundacje i organizacje czy lokalne władze.